# Актоган (Енбекшиказахский район)
Актоган (каз. Ақтоған, до 1993 г. — Кызылжиде) — село в Енбекшиказахском районе Алматинской области Казахстана. Входит в состав Каражотинского сельского округа. Код КАТО — 194053200.

## История
Село Григорьевское основано в 1890 г. В 1913 г. в нём насчитывалось 83 двора, имелся молитвенный дом, медрессе. Село входило в состав Корамской волости Зайцевского участка Верненского уезда Семиреченской области.

## Население
В 1999 году население села составляло 998 человек (509 мужчин и 489 женщин). По данным переписи 2009 года, в селе проживал 1281 человек (653 мужчины и 628 женщин).